# Syzygium bicostatum
Syzygium bicostatum är en myrtenväxtart som beskrevs av Peter Shaw Ashton. Syzygium bicostatum ingår i släktet Syzygium och familjen myrtenväxter. Inga underarter finns listade i Catalogue of Life.